# Рудень (Міхеєшть, Арджеш)
Рудень, Рудені (рум. Rudeni) — село у повіті Арджеш в Румунії. Входить до складу комуни Міхеєшть.
Село розташоване на відстані 114 км на північний захід від Бухареста, 31 км на північ від Пітешть, 129 км на північний схід від Крайови, 75 км на південний захід від Брашова.

## Населення
За даними перепису населення 2002 року у селі проживала 691 особа. Рідною мовою 689 осіб (99,7%) назвали румунську.
Національний склад населення села:
| Національність | Кількість осіб | Відсоток |
| -------------- | -------------- | -------- |
| цигани         | 417            | 60,3%    |
| румуни         | 273            | 39,5%    |